# Urophora quadrifasciata
Urophora quadrifasciata är en tvåvingeart som först beskrevs av Johann Wilhelm Meigen 1826.  Urophora quadrifasciata ingår i släktet Urophora och familjen borrflugor. Arten har ej påträffats i Sverige. Inga underarter finns listade i Catalogue of Life.